# راچ آندر واینستراس
راچ آندر واینستراس (به آلمانی: Ratsch an der Weinstraße) یک شهر در اتریش است که در لیبنیتس واقع شده‌است. راچ آندر واینستراس ۳۵۲ متر بالاتر از سطح دریا واقع شده‌است.